# Aphelia brizula
Aphelia brizula är en gräsväxtart som beskrevs av Ferdinand von Mueller. Aphelia brizula ingår i släktet Aphelia och familjen Centrolepidaceae. Inga underarter finns listade i Catalogue of Life.